# Pokémon Red и Blue
Pokémon Red Version и Blue Version (яп. ポケットモンスター 赤・緑 покэтто монсута: ака мидори, «Покемон: Красная версия» и «Синяя версия», в Японии «Красная» и «Зелёная версия») — компьютерные игры в жанре японская ролевая игра, разработанные Game Freak и выпущенные Nintendo на портативной игровой консоли Game Boy. Они являются первыми играми в серии Pokémon. Продажи начались 27 февраля 1996 года в Японии, а в течение трёх следующих лет и в Америке, Европе и Австралии. Pokémon Yellow, дополнение игр, вышла примерно через год после североамериканского релиза. В 2004 году были сделаны ремейки Red и Blue — FireRed и LeafGreen.
Игрок путешествует как тренер покемонов по вымышленному региону Канто (англ. Kanto), общаясь и сражаясь с другими тренерами. Цель игры — стать величайшим тренером покемонов в регионе, победив других лучших тренеров региона — Элитную Четвёрку (англ. Elite Four). Другая цель заключается в том, чтобы поймать всех 151 покемона и заполнить информацией о них Покедекс (англ. Pokédex) — электронную энциклопедию о покемонах. Игроки, обладающие Red и Blue, также могли использовать специальный кабель для связи консолей между собой, чтобы обмениваться покемонами между собой и устраивать с другими игроками бои. Игры практически ничем не отличаются друг от друга, кроме покемонов для ловли — в каждой игре для полной коллекции не хватает примерно двадцати видов, и, чтобы собрать полную коллекцию, игроку одной версии придётся обмениваться с обладателем другой версии.
Игры получили хорошие оценки у критиков; они хвалили их возможность многопользовательской игры, особенно концепцию обмена покемонами. Red и Blue получили 89 % от GameRankings и удерживали постоянное место в рейтинге «Топ 100 лучших игр всех времён» по версии IGN. Релиз игры положил начало многомиллионному франчайзу «Покемон» и продаже миллионов копий игры по всему миру, поэтому в 2009 году игра попала в Книгу рекордов Гиннесса в разделе «Самая продаваемая RPG на Game Boy» и «Самая продаваемая RPG всех времён». В 2016 году игры были переизданы на Nintendo 3DS для сервиса Virtual Console к 20-летию франшизы.

## Геймплей

Битва в игре. Покемон игрока (снизу) сражается с покемоном противника (сверху)

В играх Pokémon Red и Blue используется вид от третьего лица. Игровой процесс проходит на трёх игровых экранах: игровой мир, по которому путешествует игрок, меню, где игрок организовывает свой инвентарь, свою команду покемонов и настраивает игровой процесс, и экран, где происходят пошаговые бои.
Игрок использует своих покемонов для сражений с другими покемонами. Когда на игрока нападает дикий покемон или его вызывает на поединок другой тренер, появляется экран боя. Во время боя игрок может приказать своему покемону использовать ту или иную способность в бою, использовать на покемона предмет, сменить сражающегося покемона на другого или убежать из боя (убегать нельзя, если игрок сражается с тренером). У покемонов есть очки здоровья, когда у покемона они заканчиваются, то он не может сражаться, пока игрок его не вылечит. Победив в бою другого покемона, покемон игрока может получить очки опыта. При достижении определённого количества очков опыта покемон может подняться на новый уровень. От уровня зависит сила покемона, кроме того, при достижении определённого уровня покемон может выучить новые способности или эволюционировать (англ. Evolve) — преобразоваться в более совершенную форму.
Ловля покемонов — важная часть игрового процесса. Когда на игрока нападает дикий покемон, игрок может бросить в него покебол (англ. Poké Ball) — карманное устройство в форме шара для переноски покемонов любых размеров. Если дикий покемон не вырывается из покебола, то он становится покемоном игрока. Успех поимки зависит от того, насколько силён дикий покемон сам по себе, сколько у дикого покемона осталось очков здоровья и какова сила покебола. Конечная цель игры — завершить Покедекс, электронную энциклопедию про покемонов. Если игрок ловит новый вид покемонов, то информация о нём попадает в Покедекс. Эволюционировавшие (развитые) формы покемонов также считаются как отдельный вид от своих предыдущих форм, поэтому некоторые виды покемонов можно получить только с помощью эволюции. Всего в Покедексе 151 вид покемонов.
В Pokémon Red и Blue есть возможность меняться покемонами с другими игроками, соединив две консоли Game Boy специальным проводом Game Link Cable. Для полного прохождения обмен с другими игроками обязателен, так как в Red есть виды покемонов, которых нет в Blue, и наоборот, а также есть покемоны, которые эволюционируют только после совершения обмена. С помощью проводного соединения между двумя консолями можно также сражаться с другим игроком. Если играть в Red или в Blue на Game Boy Advance или на Game Boy Advance SP, связь через соединительный провод для Game Boy Advance или для Game Boy Advance SP работать не будет: для совместной игры на Game Boy Advance нужно использовать специальный провод Nintendo Universal Game Link Cable. Кроме того, английские версии игр не совместимы с японскими версиями.
У Red и Blue есть также совместимость с другой игрой первого поколения, Pokémon Yellow, а также возможность обмена с играми второго поколения: Pokémon Gold, Silver и Crystal. В обмене Red и Blue с Gold, Silver и Crystal есть ограничения: нельзя обмениваться, если у игрока есть покемоны, впервые представленные во втором поколении, или покемоны со способностями, впервые представленными во втором поколении. Также, используя Transfer Pack для Nintendo 64, можно передать покемонов и вещи из Pokémon Red и Blue в игры Pokémon Stadium или в Pokémon Stadium 2. Red и Blue несовместимы с играми, вышедшими позже второго поколения.

## Концепция

### Сеттинг

Концепт-арт главного героя

Вымышленная вселенная игры напоминает существующий мир и выполнена в антураже альтернативной современности, но вместо животных в нём обитают существа, внешне похожие на обычных животных и обладающие при этом сверхъестественными способностями, — покемоны. Люди, называющиеся тренерами покемонов, ловят их и тренируют для участия в боях — бои покемонов в определённой степени напоминают спортивные состязания. В боях тренеры не участвуют, сражаются лишь покемоны соперников — тренеры лишь дают им команды, какую атаку или способность им применить. Бои проходят до момента, пока один из сражающихся покемонов не падает без сознания или один из тренеров не сдаётся — до смерти схватки не происходят никогда. Как правило, сильные и опытные тренеры покемонов пользуются уважением.
Действие игры происходит в вымышленном регионе Канто, основанном на реально существующей одноимённой провинции Японии. В Канто находятся десять городов, соединённых между собой дорогами-маршрутами (англ. Routes). Некоторые места в игре становятся доступными игроку только при достижении определённых условий. По всему Канто обитают разные виды покемонов.

### Сюжет
Главный герой игры (игрок может дать ему любое имя на своё усмотрение) — мальчик, живущий в городе Паллет (англ. Pallet Town) в регионе Канто. Когда он пытается выйти из города через высокую траву, профессор Оук (англ. Professor Oak), знаменитый исследователь покемонов, останавливает главного героя, говоря ему, что в высокой траве на него могут напасть дикие покемоны, и отводит его к себе в лабораторию. В лаборатории они встречаются с внуком профессора, который с детства был соперником главного героя (ему также можно подобрать имя). Внук профессора хочет стать тренером покемонов. Профессор Оук даёт игроку и своему внуку одного из трёх покемонов на выбор: Бульбазавра (англ. Bulbasaur), Чармандера (англ. Charmander) или Сквиртла (англ. Squirtle). Потом соперник вызовет игрока на поединок покемонов. После битвы он будет вызывать игрока на дуэль на определённых этапах игры.
Посещая разные города, игрок заходит на местные стадионы (англ. Gyms). Всего в Канто существует восемь стадионов. В каждом стадионе есть лидер стадиона (англ. Gym Leader) — сильный тренер, которого надо победить, чтобы получить в знак подтверждения его значок. Собрав все восемь значков, игрок открывает себе путь в Лигу покемонов (англ. Pokémon League) — место, где собираются сильнейшие тренеры покемонов в Канто. Чтобы игрока приняли в Лигу покемонов, ему предстоит победить Элитную Четвёрку (англ. Elite Four) — четвёрку сильнейших тренеров — и Чемпиона Лиги — соперника главного героя. Основная сюжетная линия также включает в себя борьбу с Командой R (англ. Team Rocket), могущественной преступной организацией.

## Разработка

### Возникновение идеи
Идея серии Pokémon берёт начало из коллекционирования насекомых, которым в детстве увлекался геймдизайнер Сатоси Тадзири. Когда Тадзири вырос, он переселился в Токио, где не было мест, где можно было бы ловить насекомых. Он заметил, что дети всё чаще стали играть дома, чем на улице. И тогда ему в голову пришла мысль о компьютерной игре, где нужно было бы собирать неких существ и обмениваться ими с другими игроками, чтобы собрать полную коллекцию. Позже родилась идея сражений. Несмотря на это, покемоны никогда не умирают в бою — для Тадзири это была очень важная вещь, так как он не хотел «бессмысленного насилия».
Когда вышла портативная игровая система Game Boy, Тадзири подумал, что это — идеальная платформа для его будущей игры: внимание Тадзири привлёк кабель, которым можно было соединить две приставки и играть вместе — с помощью обмена информацией через провод можно было бы обмениваться покемонами. Идея использования соединительного кабеля для обмена покемонами была нова для игровой индустрии, потому что провода использовались только для совместной игры. «Я представил себе клубочек информации, переходящий между двумя Game Boy по специальному кабелю, и я подумал: „Ух ты! Это будет что-то!“» — так сказал Тадзири. Тадзири также отметил, что на него повлияла игра Square The Final Fantasy Legend, натолкнувшая его на мысль, что Game Boy может быть хорошо использован не только для простеньких платформеров, но и для ролевых игр.

### Процесс разработки
Кэн Сугимори, старый друг Тадзири, возглавлял команду меньше чем из десяти человек, создававших дизайн покемонов. Сам Сугимори завершал дизайн, рисуя каждого покемона с нескольких разных ракурсов, чтобы разработчикам было проще переводить рисунки в пиксельную графику, сохранив все детали. Музыку для игры сочинил Дзюнъити Масуда, используя для этого все четыре звуковых канала, чтобы была слышна как фоновая музыка, так и «голоса» покемонов в начале схватки. Масуда отметил, что открывающая музыкальная тема игр, называющаяся «Monster», была создана при использовании белого шума, имитирующего барабанную дробь.
Изначально проект назывался Capsule Monsters (букв. капсульные монстры), но из-за проблем с регистрацией торговой марки проект переименовали сначала в Capumon, затем в Kapumon, пока наконец, выбор не пал на Pocket Monsters (букв. карманные монстры). Тадзири думал, что Nintendo не захочет принять его игру, так как поначалу руководству компании его идея была не очень понятна. Game Freak терпела финансовый кризис, Тадзири даже был вынужден не платить своим работникам, а сам жил на средства отца. Но тут ему неожиданно пришла помощь — Сигэру Миямото, кумир Тадзири в детстве, выделил деньги на финансирование Game Freak. Услышав об идее обмена монстрами, Миямото предложил Тадзири выпустить игру в двух версиях: он предполагал, что это разовьёт идею обмена покемонами. Несмотря на опасения разработчиков, у игры был огромный успех, чего ни сам Тадзири, ни Nintendo вовсе не ожидали из-за падения популярности Game Boy.

### Продвижение и выпуск
Игры вышли в Японии под названием Pocket Monsters Red и Pocket Monsters Green. Они очень быстро продавались, одна из причин — решение Nintendo выпустить одну игру в двух вариантах, тем самым побуждая покупателей покупать обе версии. Несколько месяцев спустя вышла дополненная версия игры Pocket Monsters Blue, которую можно было заказать только по почте. Чтобы увеличить интерес к играм, Тадзири втайне от Nintendo поместил в игру секретного, 151-го покемона — Мью, так как надеялся, что «создаст множество слухов и загадок об игре». Мью можно было поймать, только принеся в офис Game Freak картридж с игрой и с сохранением игры, где у игрока в покедексе были отмечены остальные 150 покемонов. Но способ поймать Мью всё-таки нашёлся: в 2003 году в игре был найден баг, позволяющий поймать любого покемона, в том числе и Мью.

### Американская локализация
Во время перевода игры на английский язык маленькая команда переименовывала некоторых покемонов для западных игроков по запросу Nintendo. Более того, Nintendo зарегистрировала имена всех 151 покемонов как торговые марки, постоянно убеждаясь, что никаких совпадений с другими марками нет. В процессе перевода стало ясно, что просто поменять текст с японского на английский невозможно: игры должны были быть перепрограммированы с нуля из-за того, что код был чересчур сложен — побочный эффект очень долгой разработки игр. Следовательно, американская версия игр была основана на более упрощённой в плане исходного кода японской версии Pocket Monsters Blue, при этом в американских Red и Blue доступные покемоны были как в японских Red и в Green соответственно.
Когда перевод Red и Blue на английский язык был завершён, Nintendo потратила около пятидесяти миллионов долларов на рекламу, опасаясь, что игры не понравятся американским детям. Команда, занимающаяся локализацией игр, считала, что «милые монстрики» могут быть не приняты американской аудиторией, и рекомендовала Nintendo перерисовать покемонов заново. Тогдашний президент Nintendo Хироси Ямаути отказался это делать. Несмотря на предложения сменить дизайн, перепрограммированные Red и Blue вышли в Америке без изменений в дизайне через два с половиной года после выхода оригинальных Red и Green в Японии. Pokémon Red и Blue были очень успешны на Западе, и медиафранчайз «Покемон» стал одним из самых популярных в Америке.

## Популярность и отзывы
| Сводный рейтинг    | Сводный рейтинг              |
| Агрегатор          | Оценка                       |
| ------------------ | ---------------------------- |
| GameRankings       | 88,33 % (Blue) 87,86 % (Red) |
| MobyRank           | 88/100 (Red) 90/100 (Blue)   |
| Иноязычные издания |                              |
| Издание            | Оценка                       |
| AllGame            | [ 48 ]                       |
| EGM                | 8,5/10                       |
| GameSpot           | 8,8/10                       |
| IGN                | 10/10                        |
| Nintendo Power     | 7,2/10                       |

### Продажи
Игры были встречены колоссальным успехом, положив начало новому франчайзу. В Японии суммарные продажи Red, Green и Blue составили 10,4 миллиона копий, в то время как в США было продано 8,6 миллиона копий Red и Blue. Игры вошли в Книгу рекордов Гиннесса как «самая продаваемая RPG на Game Boy» и как «самая продаваемая RPG всех времён».

### Отзывы игровой прессы
Игры получили положительные отзывы от обозревателей, получив 89 процентов на сайте Game Rankings. Особенно критики хвалили возможность многопользовательской игры и концепцию обмена покемонами. Крэйг Харрис, журналист IGN, дал играм максимальную оценку 10 из 10, прокомментировав: «Даже если вы пройдёте игру, всех покемонов вы можете не достать. Поимка всех покемонов действительно затягивает». Он также написал про популярность игры, особенно среди детей, описывая это не иначе как «помешательство». Обозреватель GameSpot, Питер Бартолоу, дал играм 8.8 из 10, сказав, что графика и звук довольно примитивны, но при этом заметив, что игры были лишь «пробой пера». Он похвалил реиграбельность и возможности кастомизации игры, сказав, что «под внешней детскостью Pokémon — серьёзная и уникальная RPG с глубоким геймплеем и возможностью мультиплеера. Как и любая RPG, игра будет проста и понятна новичкам в этом жанре, но она заинтересует и закоренелых фанатов этого жанра. Её можно запросто назвать одной из лучших игр на Game Boy на данный момент».
Сайт 1UP.com, посвящённый компьютерным играм, составил список «Top 5 'Late to the Party' Games», где были перечислены последние вышедшие на тот момент, «полностью раскрывающие потенциал» той или иной платформы. Red и Blue были поставлены на первое место в списке и были названы «секретным оружием Nintendo». Журнал Nintendo Power поставил Red и Blue на третье место в списке самых лучших игр на Game Boy и Game Boy Color. Official Nintendo Magazine назвал игры одними из лучших игр Nintendo всех времён, поместив на 52-е место в списке из ста игр. Red и Blue заняли 72-е место в списке ста лучших игр всех времён по версии IGN, где обозреватели написали, что игры «начали революцию», а также похвалили глубокую и сложную боевую систему и обмен покемонами. Спустя два года игры поднялись до 70-го места в обновлённом списке, так как, по мнению IGN, игры породили множество продолжений, ответвлений, аниме-сериал, полнометражные фильмы и, таким образом, «укоренились в поп-культуре». В 2007 году Red и Blue заняли 37-е место в этом списке.
В выпуске журнала «Игромания» за январь 2009 года про Red и Blue есть такие строки: «…Это были не просто игры по мотивам понятно какого мультфильма [sic]— это были настоящие RPG, и, в отличие от того же Baldur’s Gate с её AD&D-основой, играть в них мог и младший школьник, и взрослый человек. Шутка ли — годом позже, когда у автора этих строк оказался в руках Game Boy Color с картриджем Pokemon Red, все любимые игры для PC, включая адские шедевры 1998-го, легли в ящик на два месяца. Первые несколько недель ушли на прохождение игры, остальное же время было потрачено на… в общем, на дальнейшую игру. Pokemon стал одним из первых доказательств того, что перед экраном 160x144 пикселя можно проводить столько же времени, сколько и перед монитором компьютера».

### Значение в индустрии и массовой культуре
Игры положили начало одной из самых успешных серий игр в мире. Вскоре по мотивам игр вышел аниме-сериал, быстро получивший мировую популярность. Через пять лет после выхода игр Nintendo отметила годовщину серии. Джордж Харрисон, вице-президент Nintendo of America, заявил, что «эти драгоценные игры (Pokémon Red и Blue) эволюционировали в Ruby и Sapphire. Выход Pokémon Pinball начинает новую линейку серии Pokémon, которая будет представлена в следующие несколько месяцев». С момента выхода Red и Blue было продано 175 миллионов экземпляров игр серии.
Игре посвящена крипипаста, согласно которой первая версия японской локализации содержала локацию Лавандовый городок (англ. Lavender Town), прохождение которой влечёт за собой смертельную опасность.

## Связанные игры

### Pocket Monsters: Blue
Pocket Monsters: Blue (яп. ポケットモンスター 青 покэтто монсута: ао, Карманные монстры: синяя версия) — специальное издание Pocket Monsters: Red и Pocket Monsters: Green, вышедшее 15 октября 1996 года в Японии. Игру можно было получить, только заказав её по почте через журнал CoroCoro Comic. В игре был изменён исходный код, графика, диалоги, местоположение диких покемонов. Pocket Monsters: Blue была взята за основу американских Red и Blue. Практически все дикие покемоны из Blue присутствуют или в Red, или в Green.

### Pokémon Yellow
Pokémon Yellow: Special Pikachu Edition (яп. ポケットモンスターピカチュウ покэтто монсута пикатю:, «Покемон: Жёлтая версия — специальное издание Пикачу», в Японии «Карманные монстры: Пикачу») — специальное издание Red и Green, вышедшее 12 сентября 1998 года. Игра представляла собой Red или Green, более приближенный к аниме-сериалу по мотивам игр, например, дизайн главного героя больше напоминал дизайн Эша, главного героя аниме, стартовым покемоном был Пикачу, который следовал за игроком, была возможность поймать всех трёх стартовых покемонов (Чармандера, Сквиртла и Бульбазавра), как Эш в аниме, а также в игре появлялись злодеи из аниме — Джесси, Джеймс и Мяут из Команды R.

### Pokémon FireRed и LeafGreen
Pokémon FireRed и LeafGreen — ремейки оригинальных Red и Green, вышедшие в 2004 году. Игры были разработаны Game Freak и изданы Nintendo на портативную игровую консоль Game Boy Advance. В ремейках были представлены многие функции, которых не было в оригиналах: новые локации, изменённый интерфейс, возможность обмена покемонами с Pokémon Ruby и Sapphire. Кроме того, была добавлена возможность беспроводной многопользовательской игры: с играми в комплекте продавался Game Boy Advance Wireless Adapter, подключив который, можно было играть на большем расстоянии, чем это позволял соединительный кабель. Через два года после их выхода Nintendo включила их в серию «Player’s Choise» (с англ. — «Выбор игроков») и начала продавать их по заниженной цене.
Игры также имели успех, получив 81 процент на сайте Metacritic. Критики хвалили то, что ремейки сохранили дух оригинальных игр, но при этом получили новые функции. С другой стороны, неоднозначно были оценены графика и музыка, так как многие считали их не слишком отдалившимися от предыдущих игр серии, Ruby и Sapphire. FireRed и LeafGreen были коммерчески успешными: было продано около 12 миллионов копий.

### Virtual Console
12 ноября 2015 года Nintendo объявила во время Nintendo Direct, что оригинальное поколение игр серии Pokémon будет выпущено в сервисе Nintendo 3DS Virtual Console 27 февраля 2016 года, в 20-ю годовщину первоначальной японской версии игр. Игры также включают в себя первую для Virtual Console функциональность Link Cable, позволяющую обмениваться и сражаться между игроками. Каждый регион получил версии игры, которые были изначально выпущены; как таковой, Green является эксклюзивом для Японии. Эти версии позволяют переносить покемонов в Pokémon Sun и Moon через приложение Pokemon Bank.
Существует также специальный комплект вместе с Nintendo 2DS с каждой консолью, соответствующей соответствующему цвету версии игры, который был выпущен в Японии, Европе и Австралии 27 февраля 2016 года. Северная Америка получила специальный комплект New Nintendo 3DS с копиями коробочных артов версий Red и Blue.
К 31 марта 2016 года совокупные продажи переизданий достигли 1,5 миллионов копий, причем более половины продано на американском рынке.

### Pokémon Let's Go Pikachu и Eevee
30 мая 2018 было объявлено о ремейке Red и Green для нового поколения геймеров или новичков франшизы. Игры вышли на Nintendo Switch 16 ноября того же года.
Новые версии были основаны на Yellow, но вновь разделены на две части: в одной стартовым покемоном становится Пикачу, в другой — Иви. С дикими покемонами теперь сражаться нельзя, только ловить, при этом с собой можно носить неограниченное число предметов и пойманных покемонов (в команду можно взять лишь шесть, она формируется в любое время вне боя). Процесс ловли происходит аналогично Pokémon Go, также в игру введены берри и новые легендарные покемоны. Эти версии отличаются тремя видами покемонов. Возможность обмена покемонами доведена до онлайна.
Существует комплект Nintendo Switch, оформленный в стилистике игры, с предустановленной игрой (на выбор покупателя) и контроллером Poké Ball Plus. Также можно купить комплект, в который входят только игра и контроллер.